# Liste der Bodendenkmäler in Zandt
Auf dieser Seite sind die Bodendenkmäler in der Oberpfälzer Gemeinde Zandt zusammengestellt. Diese Tabelle ist eine Teilliste der Liste der Bodendenkmäler in Bayern. Grundlage ist die Bayerische Denkmalliste, die auf Basis des Bayerischen Denkmalschutzgesetzes vom 1. Oktober 1973 erstmals erstellt wurde und seither durch das Bayerische Landesamt für Denkmalpflege geführt wird. Die folgenden Angaben ersetzen nicht die rechtsverbindliche Auskunft der Denkmalschutzbehörde.

## Bodendenkmäler der Gemeinde Zandt

### Bodendenkmäler in der Gemarkung Grub
| Lage            | Objekt | Akten-Nr.     | Bild |
| --------------- | --- | ------------- | ---- |
| Grub (Standort) | Mittelalterlicher Burgstall, archäologische Befunde der frühen Neuzeit im Bereich des ehemaligen Hofmarkschlosses Liebenau. Siehe auch: Wasserburg Liebenau (Zandt) | D-3-6842-0021 |      |

### Bodendenkmäler in der Gemarkung Harrling
| Lage                | Objekt | Akten-Nr.     | Bild |
| ------------------- | --- | ------------- | ---- |
| Harrling (Standort) | Archäologische Befunde der frühen Neuzeit im Bereich der katholischen Expositurkirche St. Bartholomäus in Harrling, darunter die Spuren von Vorgängerbauten bzw. älterer Bauphasen. Siehe auch: St. Bartholomäus (Harrling) | D-3-6842-0034 |      |

### Bodendenkmäler in der Gemarkung Zandt
| Lage             | Objekt | Akten-Nr.     | Bild |
| ---------------- | --- | ------------- | ---- |
| Zandt (Standort) | Archäologische Befunde des Mittelalters und der frühen Neuzeit im Bereich des ehemaligen Schlosses von Zandt. Siehe auch: Schloss Zandt                                                                                                  | D-3-6842-0013 |      |
| Zandt (Standort) | Mittelalterlicher Erdstall. | D-3-6842-0018 |      |
| Zandt (Standort) | Mittelalterlicher Erdstall. | D-3-6842-0019 |      |
| Zandt (Standort) | Archäologische Befunde des Mittelalters und der frühen Neuzeit im Bereich der katholischen Pfarrkirche Mariä Himmelfahrt in Zandt, darunter die Spuren von Vorgängerbauten bzw. älterer Bauphasen. Siehe auch: Mariä Himmelfahrt (Zandt) | D-3-6842-0020 |      |